# ホアキン・ペランディニ
ホアキン・ペランディニ（Joaquín Pellandini、1999年5月27日 - ）は、アルゼンチンのラグビー選手。

## プロフィール
- アルゼンチン・ブエノスアイレス出身[1]。
- ポジションはスクラムハーフ(SH)。
- 身長 177cm、体重 72kg
- U20アルゼンチン代表に選ばれたことがある[2]。

## 略歴
2024年、パリ五輪の7人制アルゼンチン代表に選ばれた。